# Кривий Денис Олександрович
Денис Олександрович Кривий (19 жовтня 1988, смт Черняхів, Житомирська область — 11 травня 2023, Донецька область) — український фотохудожник, військовослужбовець Сил спеціальних операцій Збройних сил України, учасник російсько-української війни. Кавалер ордена «За мужність» III ступеня (2023, посмертно), почесний громадянин міста Первомайська (2024, посмертно).

## Життєпис
Денис Кривий народився 19 жовтня 1988 року в смт Черняхові, нині Черняхівської громади Житомирського району Житомирської области України.
Закінчив історичний факультет Первомайського інституту Одеського національного університету імені І. І. Мечникова.
Фотографувати почав зі студентських років. Автор найвідоміших світлин природи національного парку «Бузький Гард». Роботи публікувалися в National Geographic та були представлені на виставках у Києві, Івано-Франківську, Ужгороді, Житомирі, Рівному, Первомайську, Косові, Одесі, Тернополі; також зберігаються в приватних колекціях Європи, Північної Америки та Азії. 
З початком повномасштабного російського вторгнення почав волонтерити, а згодом добровільно мобілізувався та долучися до Сил спеціальних операцій Збройних сил України. Загинув 11 травня 2023 року в боях під Бахмутом на Донеччині.

## Нагороди і почесні звання
- орден «За мужність» III ступеня (24 серпня 2023, посмертно) — за особисту мужність, виявлену у захисті державного суверенітету та територіальної цілісності України, самовіддане виконання військового обов'язку[3];
- почесний громадянин міста Первомайська (29 серпня 2024, посмертно)[4];
- блакитна стрічка FIAP.